# خرشنة سوداءة البطن
خرشنة سوداءة البطن (الاسم العلمي: Sterna acuticauda) هو نوع من جنس خرشنة.